# 디아족사이드
디아족사이드(Diazoxide)는 프로글리셈(Proglycem) 등의 상품명으로 판매되는 약물로, 여러 가지 특이한 원인으로 발생한 저혈당의 치료에 이용된다. 디아족사이드 치료의 적응증인 저혈당의 원인으로는 수술로 절제가 불가능한 췌장 신경내분비종양(섬세포종양), 또는 류신 감수성이 있다. 또한 설폰요소제 독성 치료 시 난치성 사례인 경우에도 사용 가능하다. 일반적으로 경구 투여한다.
흔한 부작용으로는 고혈당, 체액 저류, 저혈소판증, 빈맥, 체모 성장 증가, 구역질이 있다. 그 외의 보다 심각한 부작용에는 폐동맥고혈압, 심부전이 있다. 티아지드 계열 이뇨제와 화학적으로 유사하다. 췌장에서 인슐린 분비를 감소시키며 간의 포도당 방출을 증가시키는 방식으로 작용한다.
디아족사이드는 1973년 미국에서 의학적 사용을 승인받았다. 현재 WHO 필수 의약품 목록에 수록되어 있다. 복제약으로도 이용 가능하다.

## 의학적 사용
디아족사이드는 급성 고혈압이나 악성 고혈압 치료를 위해 혈관확장제로서 사용되기도 한다.
또한 디아족사이드는 췌장 베타세포의 ATP 감수성 칼륨 통로를 열어 인슐린 분비를 억제한다. 따라서 인슐린종이나 선천성 고인슐린증과 같은 질병이 있는 환자에서 고인슐린혈증으로 인해 발생한 저혈당증을 치료할 목적으로도 쓰인다.
한편 디아족사이드는 AMPA 수용체와 카이닌산 수용체의 양성 알로스테릭 조절제로도 작용하는데, 이 때문에 인지 강화제로 이용될 수 있다고 제안된 바 있다.

## 작용 기전
디아족사이드는 칼륨 통로에 작용하여 인슐린 분비를 방해한다. 상술하였듯, 디아족사이드의 작용 기전은 췌장에서 인슐린을 생산하는 베타세포의 ATP 감수성 칼륨 통로를 강력하게 개방하는 것이다. 칼륨 통로가 열리면 세포막이 과분극되면서 칼슘의 유입이 감소하며, 따라서 인슐린 분비가 차례로 감소한다. 이러한 작용 기전은 설폰요소제와 정반대이다. 설폰요소제는 인슐린 분비량을 증가시키는 약물로, 주로 제2형 당뇨병의 치료에 이용되는 당뇨병약이다.

## 부작용
미국 식품의약국은 2015년 7월, 디아족사이드 치료를 받은 신생아와 영아에서 폐동맥고혈압 발생 위험이 있다고 강조하는 안전 경고를 발표했다. 나트륨과 수분의 저류가 소아와 성인 모두에서 흔히 보고되는데, 이뇨제 병용 투여로 대개 치료 가능하다. 심장 예비력이 감소한 환자에서는 울혈성 심부전 발생을 촉진할 위험이 있다.
당뇨병성 케톤산증이나 고삼투압성 고혈당 증후군이 드물지만 아주 빠르게 나타나기도 한다.